# Сервион
Сервион (фр. Cervione) насеље је и општина у Француској у региону Корзика, у департману Горња Корзика која припада префектури Бастија.
По подацима из 2011. године у општини је живело 1703 становника, а густина насељености је износила 148,73 становника/km². Општина се простире на површини од 11,45 km². Налази се на средњој надморској висини од 380 метара (максималној 934 m, а минималној 0 m).

## Демографија
| 1962. | 1968. | 1975. | 1982. | 1990. | 1999. | 2011. |
| ----- | ----- | ----- | ----- | ----- | ----- | ----- |
| 1.100 | 1.400 | 1.450 | 1.254 | 1.334 | 1.452 | 1.703 |

График промене броја становника у току последњих година